# Pablo González (tenista)
Pablo González es un jugador profesional de tenis nacido el 2 de julio de 1982 en Bogotá, Colombia. Su mejor ranking en individuales fue 299º del mundo y en dobles 267.º. Su mejor participación en challengers la consiguió en 2005 cuando alcanzó la final en Bogotá.

## Títulos

### Individuales
| Leyenda                |
| Grand Slam (0)         |
| Tennis Masters Cup (0) |
| ATP Masters Series (0) |
| ATP Tour (0)           |
| Challengers (0)        |

### Finalista en challengers individuales
| Estadísticas de Pablo González | Estadísticas de Pablo González |
| ------------------------------ | ------------------------------ |
| Juego:                         | Diestro                        |
| Profesional desde:             | 2001                           |
| Retiro:                        | 2008                           |
| Mejor Ranking ATP en Singles:  | 299º                           |
| Mejor Ranking ATP en Dobles:   | 267º                           |

- 2005: Bogotá (pierde ante Paul Capdeville).